# Piton des Orangers
Pour les articles homonymes, voir Piton (homonymie).
Le piton des Orangers est un sommet de montagne de l'île de La Réunion, un département d'outre-mer français dans l'océan Indien. Situé sur la commune de Saint-Paul, il culmine à 1 928 m d'altitude.